# HC Košice
Le HC Košice est un club professionnel de hockey sur glace de la ville de Košice en Slovaquie. L'équipe évolue dans l'Extraliga, plus haute division et a remporté le titre de champion de Slovaquie à neuf reprises, la dernière fois en 2023.

## Historique

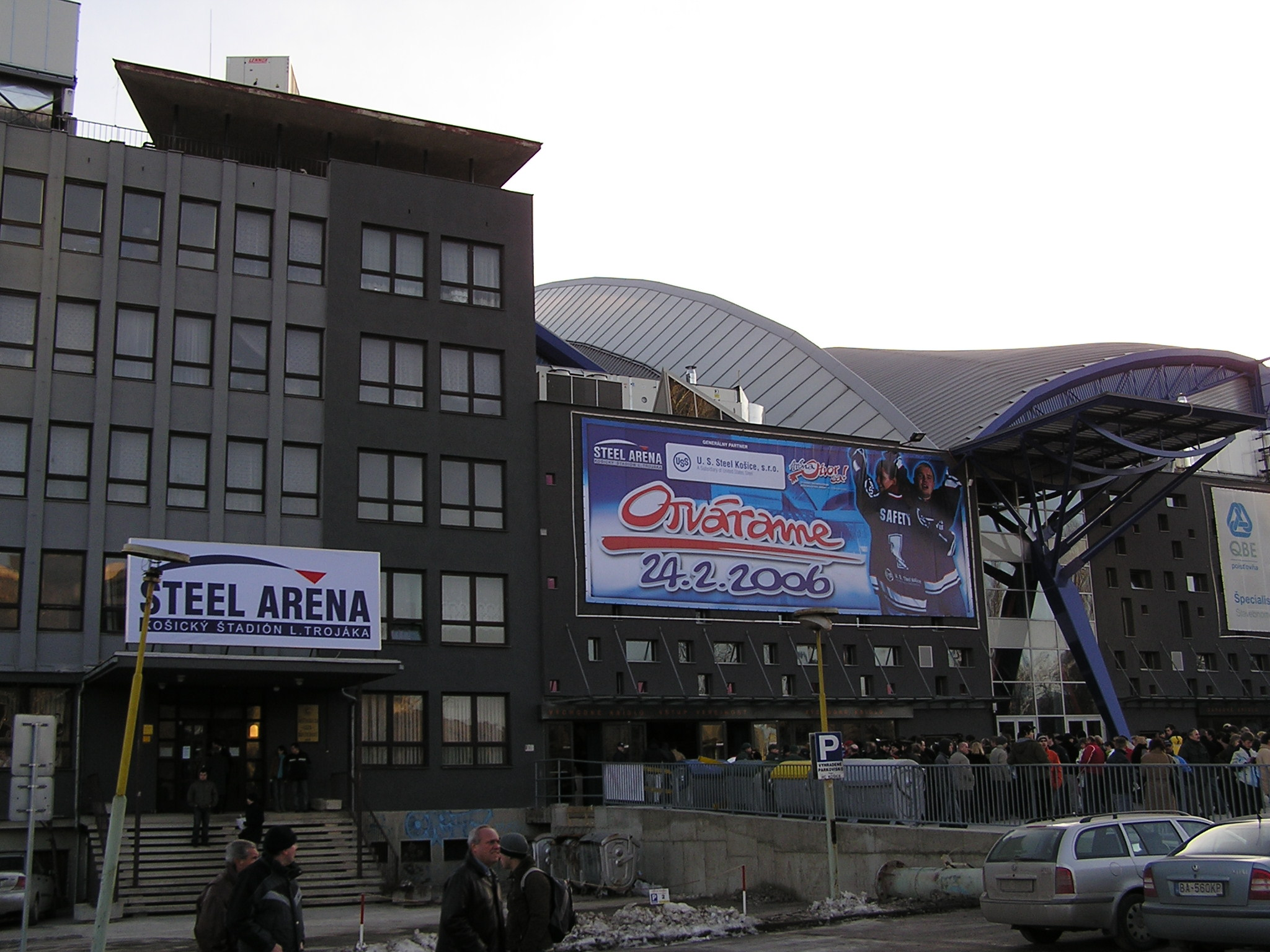
Ouverture de la patinoire en 2006.

L'histoire du hockey dans la région de Košice débute en 1921 et, en 1962, année de création du club, deux équipes existent au sein de la ville. Créée sous le nom de Dukla Košice, l'équipe joue rapidement les premiers rôles et accède en deux saisons au championnat élite tchécoslovaque. Au cours de la saison 1966-1967, le club prend le nom de TJ VSŽ Košice.
Il faudra attendre vingt ans pour voir l'équipe ramener son premier titre de champion de Tchécoslovaquie en battant le Dukla Jihlava en finale. Deux ans plus tard, l'équipe remporte un second titre en battant cette fois-ci le Sparta Prague.
À la suite de la partition de la Tchécoslovaquie en 1993, l'équipe quitte l'Extraliga tchécoslovaque pour rejoindre l'Extraliga slovaque. Elle va gagner trois nouveaux titres de champion lors des éditions 1995, 1996 et 1999, ainsi que la Coupe continentale en 1998.
En 1998, le club change une nouvelle fois de nom pour prendre son nom actuel et dans le même temps, prévoit d'abandonner sa salle le Štadión Lokomotívy Košice en raison de la construction de la nouvelle aréna Steel Aréna dont le nom complet est Steel Aréna - Košický štadión Ladislava Trojáka. Le nom de la salle rappelle son sponsor, U.S. Steel ainsi que Ladislav Troják, premier joueur slovaque à avoir rejoint l'équipe de Tchécoslovaquie en 1947. La salle est inaugurée en février 2006.

## Palmarès
L'équipe a remporté à plusieurs reprises son championnat :
- Extraliga tchécoslovaque
  - 1986, 1988
- Extraliga slovaque
- / 1995, 1996, 1999, 2009, 2010, 2011, 2014, 2015, 2023 et 2025.

Coupe continentale
- 1998.